# ジュノファースト
『ジュノファースト』（英：JUNO FIRST）は、コナミより1983年7月に発売されたアーケードゲーム。内容は固定画面型のシューティングゲーム。後にMSXにも移植されている。
ゲームシステムとしては『スペースインベーダー』や『ギャラガ』などの延長線上の作品だが、縦横に進める点などで『ディフェンダー』の系譜上にもある。

## 概要
画面上の全ての敵を倒すことを目的とする点ではそれまでのシューティングと同じだが、本作では敵は画面内にとどまっていることはなく、代わりにプレイヤー機体は前後左右に動くことができるようになっている。自機を後ろから見下ろすような、傾斜のある視点でゲームは進行する。
操作は8方向レバーと2ボタンで、ボタンはそれぞれショットとワープに使用する。ワープは緊急回避用で、使うと少しの間自機が画面上から消える。ワープは1つの面につき3回まで使用可能となっている。
プレイヤーは面により最初のパターンが異なる編隊攻撃を仕掛けてくる敵を倒していく。また球状の敵を倒すと捕虜が現れ、これを助け出すと画面背景が赤くなる。画面が赤い間は敵は攻撃してこなくなり、さらに敵をこの間に倒すと、倒した際の得点が200点ずつ上がっていく。倒して得られる得点は面により異なる。
Tom Gibsonの78,888,980点が公式世界記録となっている。

## 移植版
| タイトル                    | 発売日            | 対応機種                                 | 開発元                        | 発売元                 | メディア                                | 型式      | 備考                            |
| --------------------------- | ----------------- | ---------------------------------------- | ----------------------------- | ---------------------- | --------------------------------------- | --------- | ------------------------------- |
| JUNO FIRST ジュノファースト | 1983年 1984年     | MSX                                      | コナミ                        | ソニー                 | ロムカセット                            | HBS-G002C |                                 |
| JUNO FIRST                  | 1984年            | Atari 8ビット・コンピュータ コモドール64 | greg hiscott （プログラマー） | Datasoft               | フロッピーディスク カセットテープ       |           |                                 |
| JUNO FIRST                  | 1984年            | IBM PC                                   | scott titus （プログラマー）  | Datasoft               | フロッピーディスク カセットテープ       |           |                                 |
| JUNO FIRST                  | INT 2010年6月30日 | - Xbox 360 - Microsoft Windows           | Krome Studios                 | Microsoft Game Studios | ダウンロード （Game Room）              |           | - アーケード版の移植 - 配信終了 |
| ジュノファースト            | INT 2025年3月13日 | PlayStation 4 Nintendo Switch            | ハムスター （移植担当）       | ハムスター             | ダウンロード （アーケードアーカイブス） |           | アーケード版の移植              |

MSX版
1984年にソニーから発売された。タイトル画面では「JUNO FIRST」は通常のキャラクタ文字で小さく表示されるのみで、ソニーのMSXブランドである「HiTBiT」のロゴのほうが大々的に表示されていた（初期のソニー製ソフトに共通）。
アーケードアーカイブス版
アーケード版の移植。「こだわり設定」で現在のスコア表示（8の桁まで表示される）、ゲームスピードの調整などを設定可能。